# Mesaieed

Mesaieed ou Umm Sa'id era um município do Qatar. Em 2004 foi incorporado pelo município de Al Wakrah. .